# Датско-турецкие отношения
Дипломатические отношения между Королевством Дания и Турецкой Республикой официально установлены в 1923 году; они стали продолжением отношений между Данией и Османской империей, начавшихся в XVIII веке. Дания имеет посольство в Анкаре, Турция имеет посольство в Копенгагене. Обе страны являются членами НАТО. Дипломатические отношения между Данией и Турцией испытали напряженность из-за карикатурного скандала и курдского спутникового телеканала.

## Отношения
14 октября 1756 года между султаном Османом III и королём Фредериком V был подписан Договор о дружбе и торговле. В 1758 году Дания назначила экстраординарного представителя в Османской империи.
С 1618 по 1648 год Дания и Османская империя вместе воевали против Священной Римской империи. Во время Северной войны Дания и Османская империя находились в состоянии войны друг с другом. Страны были союзниками во время наполеоновских войн с 1803 по 1815 год.
Во время Турецко-армянской войны 1920 года Дания выступила в качестве посредника в переговорах между Демократической Республикой Армения и Турцией.
Торговое соглашение между Данией и Турцией было подписано в Анкаре в 1926 году, а Договор о сотрудничестве, торговле и мореплавании в 1930 году. В 1932 году обе страны подписали Договор о мире в Женеве, в Швейцарии. В 1948 году было подписано соглашение о взаимных платежах.
26 ноября 1999 года был подписан «План совместных действий» о сотрудничестве в области политики, безопасности и обороны, когда Исмаил Джем, министр иностранных дел Турции, посетил Данию.
Двусторонние отношения между Данией и Турцией испытали напряжённость, когда в газете Jyllandsposten были опубликованы карикатуры на пророка Мухаммеда. Премьер-министр Турции Реджеп Тайип Эрдоган осудил публикации и подверг критике свободу слова в Дании.